# Pseudocyclosorus tsoi
Pseudocyclosorus tsoi är en kärrbräkenväxtart som beskrevs av Ren-Chang Ching. Pseudocyclosorus tsoi ingår i släktet Pseudocyclosorus och familjen Thelypteridaceae. Inga underarter finns listade.